# Leonid Kutschma

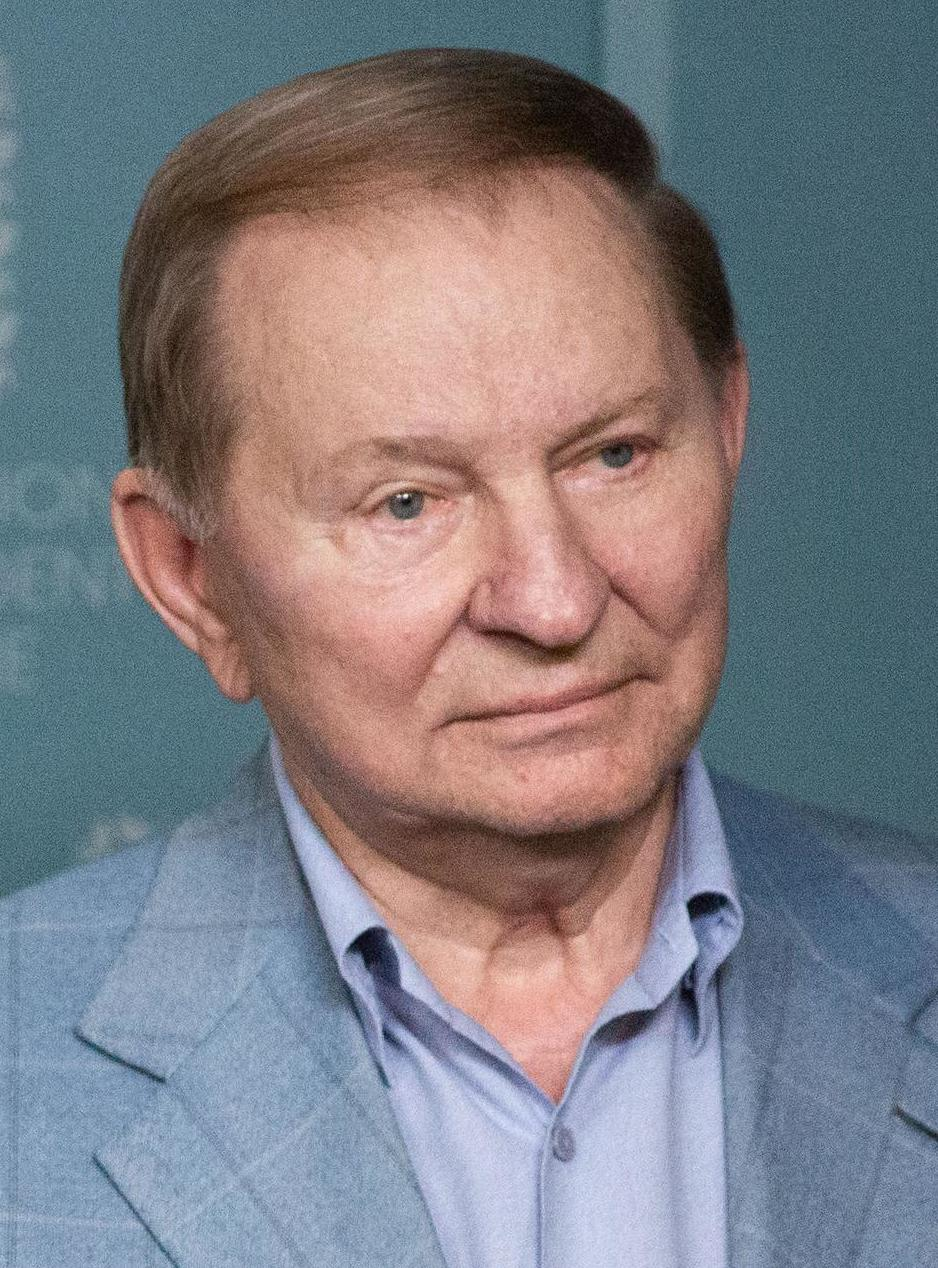
Leonid Kutschma (2019)

Leonid Danylowytsch Kutschma (* 9. August 1938 in Tschajkyne, Oblast Tschernihiw, Ukrainische SSR) ist ein parteiloser ukrainischer Politiker. Er war von Oktober 1992 bis September 1993 der zweite Ministerpräsident der Ukraine und von Juli 1994 bis Januar 2005 der zweite Präsident der Ukraine. Kutschma ist der bislang einzige Präsident mit zwei Amtszeiten.
Während seiner ersten Amtszeit verfolgte Kutschma Wirtschaftsreformen, die zum späteren Aufschwung der Wirtschaft führten. Außerdem ist Kutschma aufgrund seiner „Multi-Vektor-Politik“ bekannt, durch die sich die Beziehungen zu Russland und den westlichen Ländern verbesserten. Seine Reaktion zum Konflikt um die Insel Tusla am Ende seiner zweiten Amtszeit untermauerte die ukrainische Unabhängigkeit von Russland.

## Leben
Kutschma wurde am 9. August 1938 im Dorf Tschajkyne im Rajon Nowhorod-Siwerskyj der heutigen Oblast Tschernihiw in der Ukraine geboren. Sein Vater Danylo Prokopowytsch Kutschma war Soldat der Roten Armee im Zweiten Weltkrieg. Er starb an der Front im Jahr 1944, als der Sohn vier Jahre alt war. Seine Mutter, Paraska Trokhimivna Kutschma, war eine Kollektivarbeiterin an einem Kolchos.
Kutschma besuchte die Gesamtschule in Kostobobriv, studierte an der Universität Dnipropetrowsk und machte 1960  einen Abschluss in Maschinenbau mit Spezialisierung auf Luft- und Raumfahrttechnik. Im selben Jahr wurde er Mitglied der Kommunistischen Partei der Sowjetunion (KPdSU).
Kutschma ist seit 1967 mit Ljudmyla Kutschma verheiratet und hat eine Tochter, Olena Leonidivna Pintschuk, die mit dem ukrainischen Oligarchen Wiktor Pintschuk verheiratet ist.

## Karriere
Direkt nach seinem Studium fing Kutschma mit der Arbeit als Raketeningenieur im KB Juschnoje an. Von 1960 bis 1982 arbeitete sich Kutschma in der Hierarchie des KB Juschnoje hoch. Seine spätere Frau, Ljudmyla Talaleva, war eine Adoptivtochter des damaligen Chefingenieurs und späteren Minister des allgemeinen Maschinenbaus, Hennadiy Tumanov. Kutschma war schon seit 1961 mit Ljudmyla zusammen, die Beziehung mit der Tochter des Chefingenieurs half ihm beim Aufstieg.
Mit 28 Jahren wurde Kutschma Testleiter des KB Juschnoje und wurde am Kosmodrom Baikonur in Kasachstan eingesetzt. Ab 1975 wurde Kutschma auch Parteisekretär der KPdSU im Konstruktionsbüro, das zu dem Zeitpunkt der größte Luft- und Raumfahrthersteller der Sowjetunion war.

Anfang der 1980er Jahre und mit dem Beginn der „Glasnost“-Politik von Michail Sergejewitsch Gorbatschow kritisierte Kutschma die KPdSU offen. 1982 wurde Kutschma der Vertreter des Hauptkonstrukteurs und später im Jahr 1986 der Direktor des KB Juschnoje; das Amt hatte er bis 1992 inne. Im Jahr zuvor war Kutschma aus der KPdSU ausgetreten und seitdem parteilos. 

## Anfängliche politische Tätigkeiten

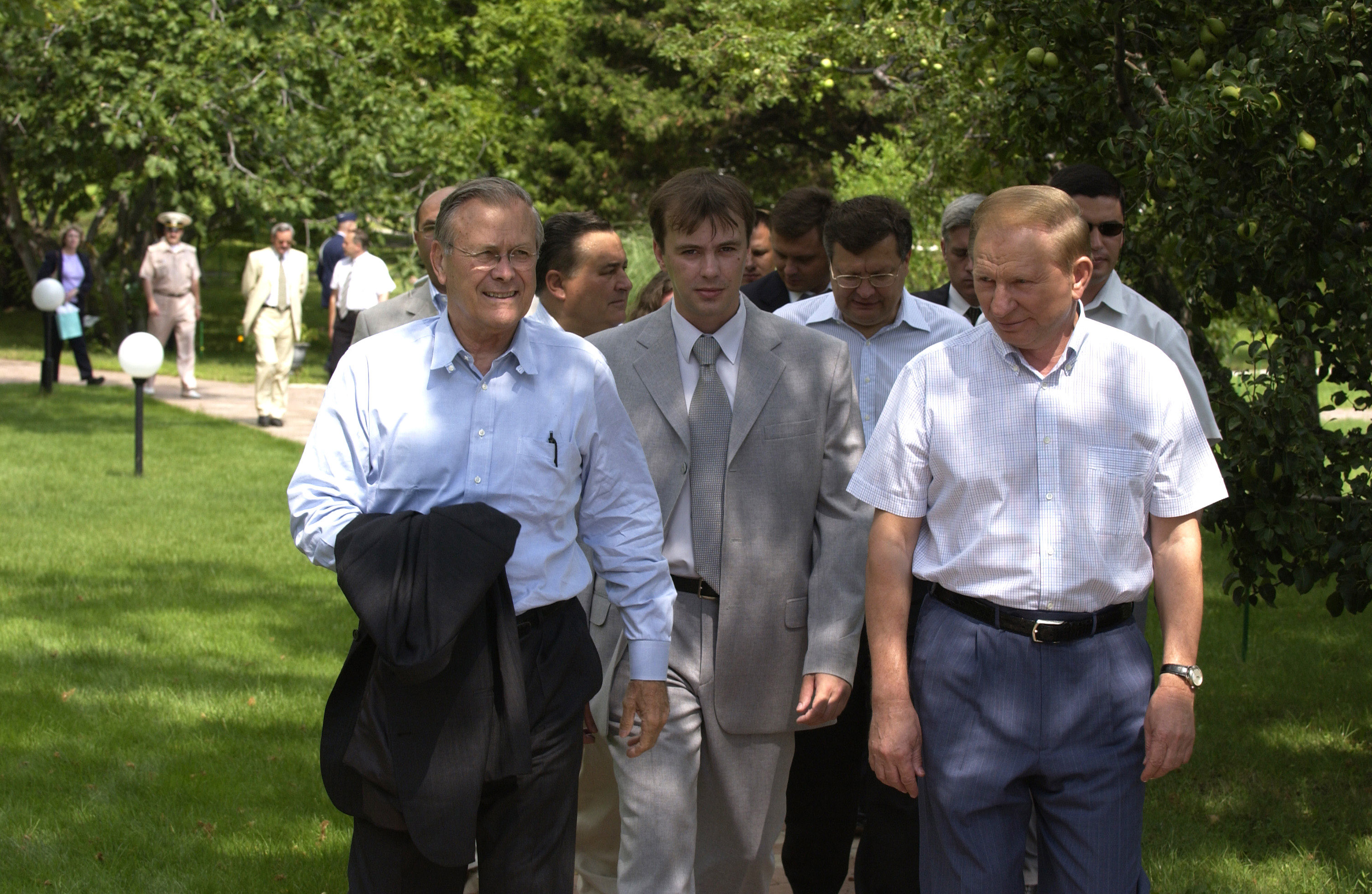
Donald Rumsfeld und Leonid Kutschma (rechts) im Garten der Präsidentendatscha in Partenit, Ukraine, am 13. August 2004

Von 1990 bis 1992 war er Mitglied des Obersten Sowjet der Ukrainischen Sozialistischen Sowjetrepublik (11. Einberufung) und anschließend Mitglied des ukrainischen Parlaments und wurde am 13. Oktober 1992 Ministerpräsident unter dem Präsidenten Leonid Krawtschuk. Er trat von dieser Funktion am 21. September 1993 zurück und kritisierte die zu langsamen Reformen.

## Präsident der Ukraine (1994–2005)

### Erste Amtszeit (1994–1998)
Kutschma kandidierte mit dem Ziel, bessere wirtschaftliche Beziehungen zu Russland in Kombination mit schnelleren Marktreformen zu erreichen.
Er siegte über dem amtierenden Präsidenten, Leonid Krawtschuk, mit 52,35 %
| Kandidat           | Partei                            | Erste Runde | Erste Runde | Erste Runde | Zweite Runde | Zweite Runde |
| Kandidat           | Partei                            | Stimmen     | %           | %           | Stimmen      | %            |
| ------------------ | --------------------------------- | ----------- | ----------- | ----------- | ------------ | ------------ |
| Leonid Krawtschuk  | Unabhängig                        | 9,977,766   | 38,36       | 38,36       | 12,111,603   | 45,24        |
| Leonid Kutschma    | Unabhängig                        | 8,274,806   | 31,81       | 31,81       | 14,016,850   | 52,35        |
| Oleksandr Moroz    | Sozialistische Partei der Ukraine | 3,466,541   | 13,33       | 13,33       |              |              |
| Wolodymyr Lanovyi  | Unabhängig                        | 2,483,986   | 9,55        | 9,55        |              |              |
| Valeriy Babytsch   | Unabhängig                        | 644,263     | 2,48        | 2,48        |              |              |
| Iwan Pljuschtsch   | Unabhängig                        | 321,886     | 1,24        | 1,24        |              |              |
| Petro Talanschuk   | Unabhängig                        | 143,361     | 0,55        | 0,55        |              |              |
| weitere Kandidaten | weitere Kandidaten                | 697,564     | 2,68        | 2,68        | 645,508      | 2,41         |
| Gesamte Stimmen    | Gesamte Stimmen                   | 26,010,173  | 100,00      | 100,00      | 26,773,961   | 100,00       |

#### Krim-Krise 1994
Kutschmas Präsidentschaft fing mit einer Krise auf der Halbinsel Krim an. Der erste und letzte Präsident der autonomen Republik der Krim, Jurij Meschkow, versuchte eine größere Integration mit der Russischen Föderation zu ermöglichen. Das Ziel war, Teil von Russland zu werden. Doch durch die Untätigkeit des russischen Präsidenten, Boris Jelzin, konnten die meisten von Meschkows Reformen nicht umgesetzt werden und das Amt des Präsidenten der autonomen Republik der Krim wurde 1995 vom ukrainischen Parlament abgeschafft. Spezialkräfte erstürmten seine Residenz, Meschkow wurde ins Exil nach Russland geschickt.
Kutschma hatte auch seit Anfang seiner Amtszeit ein Problem mit der Schwarzmeerflotte, die 1997 im russisch-ukrainischen Flottenvertrag mit einer Flottenaufteilung und der Verpachtung von Sewastopol geregelt worden war. Der Vertrag gilt als annulliert durch die Annektierung der Krim durch Russland im Jahr 2014.

#### Wirtschaftliche Reformen
Im Oktober 1994 genehmigte das Parlament die vom Präsidenten vorgeschlagenen Wirtschaftsreformen. Es waren die ersten in einer Serie von Reformen während Kutschmas erster Amtszeit. Die Reformen, die Kutschma in seinen ersten Jahren aufstellte, bauten ein Gerüst für die industriellen und wirtschaftlichen Kräfte der Ukraine auf, um den ukrainischen Markt neu zu ordnen. Dies führte aber auch zur Stärkung der Oligarchen.

##### Privatisierung
Im Jahr 1995 führte die Ukraine eine Coupon-Privatisierung ein. Im Rahmen dieser Aktion konnte theoretisch jeder Bürger der effektive Inhaber oder Teilinhaber eines ehemaligen staatlichen Betriebes werden. Laut Experten wurde dieses Ziel in der Praxis nicht umgesetzt, führte aber zu einer starken Entstaatlichung von Betrieben.

##### Einführung der Hrywnja

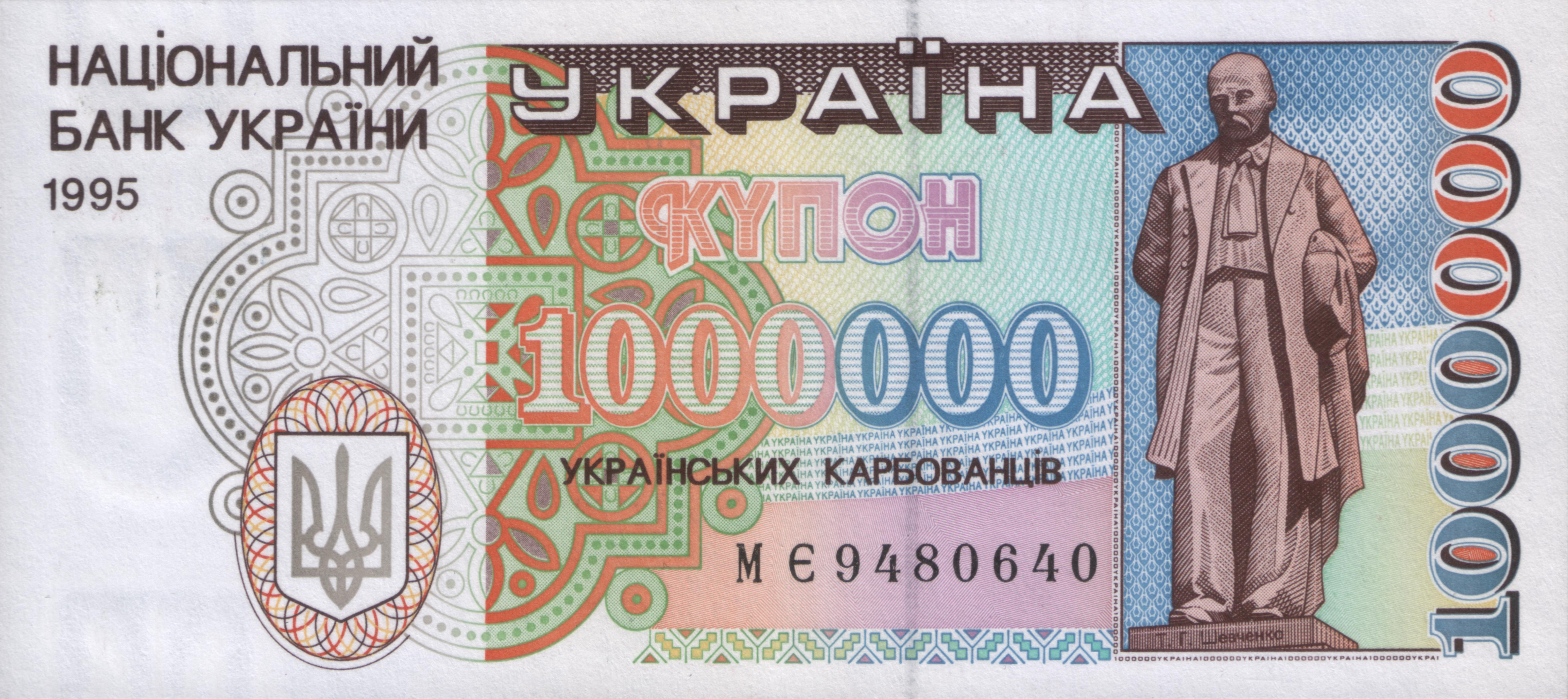
Eine 1.000.000 Karbowanez Banknote vor der Reform, die hohe Zahl kam durch eine starke Inflation

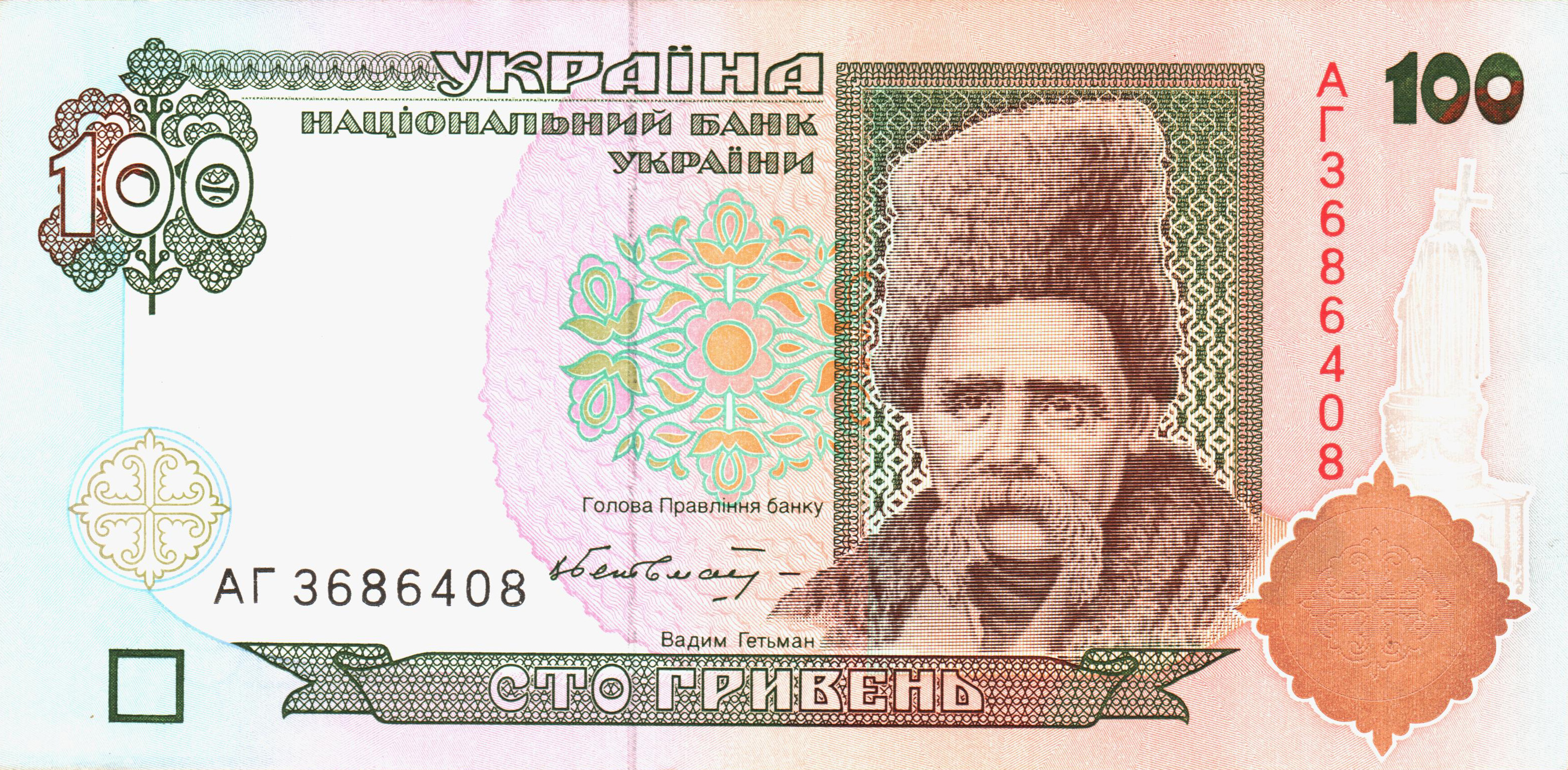
Eine 100 Hryvnia Banknote, welche den Karbowanez nach der Währungsreform ersetzten

Dank der Zusammenarbeit mit westlichen Investoren und der Aufsicht des Präsidenten der Nationalbank, Wiktor Juschtschenko, konnte im Jahr 1996 eine Währungsreform durchgeführt werden. Dieselbe Währungsreform führte zum politischen Aufstieg Juschtschenkos, welcher später zum Ministerpräsident ernannt wurde, bevor er als Oppositionsführer gegen Kutschma agierte.

#### Annahme der Verfassung
Die letzten Schritte der Erstellung der ukrainischen Verfassung wurden während Kutschmas erster Amtszeit fertiggestellt, das Land hatte somit nach fünf Jahren Unabhängigkeit eine funktionierende Verfassung, zuvor wurde die alte Verfassung der ukrainischen Sowjetrepublik benutzt. Am 4. April 1996 bildeten 10 Fraktionen des Parlaments eine sogenannte Interfraktion zur Ausarbeitung einer Verfassung. Unter der Führung von Oleksandr Lawrynowytsch, einem Mitglied der Volksbewegung der Ukraine, wurde eine Temporäre Sonderkommission zur Erstellung einer Verfassung aufgestellt. Auf Wunsch der bisher nicht mitwirkenden Kommunisten und Sozialisten wurde die Führung vom Volksdemokraten Mykhailo Syrota übernommen. Nach den ersten Vorstellungen des Projektes am 28. Mai 1996 bis zum Abstimmungstag der ersten Lesung am 4. Juni 1996 wurde das Verfassungsprojekt vom Parlament mit 258 „Ja“-Stimmen angenommen. Zwischen der ersten Lesung und der zweiten wurde die Verfassung um die 6.000 mal verändert.
Die Lage verschärfte sich am 26. Juni 1996 als der Nationale Sicherheits- und Verteidigungsrat der Ukraine und der Rat der Regionen unter dem Präsidenten der Ukraine jegliche Verzögerungen der Verfassung stark verurteilte, da die Verzögerung der Verfassung der sozioökonomischen Situation im Land schadete. Am selben Tag verabschiedete Kutschma ein Dekret zum gesamtukrainischen Referendum zum 26. September 1996 bezüglich der Annahme der neuen Verfassung.
Als Antwort zu dieser Situation verabschiedete das Parlament am 27. Juni 1996 die Resolution über die zweite Lesung des Verfassungsvorwurfs. Nach Verabschiedung der Resolution wurden Probleme in den Artikeln ausgebügelt innerhalb der Fraktionen und durch die Temporäre Sonderkommission.
Am 28. Juni 1996 um 9:18 Uhr, stimmte das Parlament nach 24-stündiger ununterbrochener Arbeit über die Annahme der Verfassung ab und verabschiedete diese mit 315 „Ja“-Stimmen.

#### Russisch-Ukrainischer Freundschaftsvertrag
Wie im Wahlkampf angesagt, hat Kutschma einen Freundschaftsvertrag mit der Russischen Föderation vereinbart. Der Vertrag wurde vom russischen Präsidenten Boris Jelzin und von Kutschma am 31. Mai 1997 in Kiew unterschrieben. Der Vertrag hat die territoriale Integrität beider Länder untermauert, die bestehenden Grenzen akzeptiert und das Versprechen unterzeichnet, dass beide Länder ihre Grenzen nicht zum Schaden vom Anderen nutzen würden und war nach Inkrafttreten 1999 zehn Jahre gültig und theoretisch verlängerbar. Die Russische Föderation hat diesen Vertrag im Jahr 2014 gebrochen, ebenfalls wie das Budapester Memorandum, indem die territoriale Integrität des Landes gebrochen wurde, als es die Ukrainer erstmals angriff.

### Zweite Amtszeit (1999–2004)

#### Rennen vor der Wahl
Vor den eigentlichen Wahlen verunglückte  der Kandidat und Leiter der Volksbewegung der Ukraine, Wjatscheslaw Tschornowil, selbst ein langjähriger Dissident und Vertreter der Demokratie, bei einem Autounfall.
Aus diesem Grund gab es eine geringere Zahl oppositioneller Kandidaten. Außerdem raubten sich die übrig gebliebenen gegenseitig die Stimmen. In der zweiten Wahlrunde vertreten war dann Kutschma, weil er die benötigte Mehrheit von 50 % in der ersten Runde nicht erreicht hatte, und der Leiter der Kommunistischen Partei der Ukraine, Petro Symonenko als sein Konkurrent.
Laut Experten wurde in der zweiten Runde Verfahren angewendet, das zuvor in Russland funktioniert hatte. Kutschma wurde als pro-westlicher Demokrat dargestellt, der sich gegen eine neu gruppierte und stärkere kommunistische Kraft aufgestellt hatte.
| Kandidat            | Partei                                          | Erste Runde | Erste Runde | Zweite Runde | Zweite Runde |
| Kandidat            | Partei                                          | Stimmen     | %           | Stimmen      | %            |
| ------------------- | ----------------------------------------------- | ----------- | ----------- | ------------ | ------------ |
| Leonid Kutschma     | Unabhängig                                      | 9,598,672   | 37,99       | 15,870,722   | 57,70        |
| Petro Symonenko     | Kommunistische Partei der Ukraine               | 5,849,077   | 23,15       | 10,665,420   | 38,77        |
| Oleksandr Moroz     | Sozialistische Partei der Ukraine               | 2,969,896   | 11,75       |              |              |
| Natalija Witrenko   | Progressive Sozialistische Partei der Ukraine   | 2,886,972   | 11,43       |              |              |
| Jewhen Martschuk    | Unabhängig                                      | 2,138,356   | 8,46        |              |              |
| Jurij Kostenko      | Unabhängig                                      | 570,623     | 2,26        |              |              |
| Hennadij Udowenko   | Rukh -Partei Reformen und Ordnung               | 319,778     | 1,27        |              |              |
| Wasyl Onopenko      | Vereinte Sozialdemokratische Partei der Ukraine | 124,040     | 0,49        |              |              |
| Oleksandr Rzhavskyy | Eine Familie                                    | 96,515      | 0,38        |              |              |
| Jurij Karamazin     | Heimat Verteidigungs Partei                     | 90,793      | 0,36        |              |              |
| Witalij Kononov     | Partei der Grünen Ukraine                       | 76,832      | 0,30        |              |              |
| Oleksandr Bazyljuk  | Slavische Partei                                | 36,012      | 0,14        |              |              |
| Mykola Haber        | Patriotische Partei der Ukraine                 | 31,829      | 0,13        |              |              |
| weitere Kandidaten  | weitere Kandidaten                              | 477,019     | 1,89        | 645,508      | 3,53         |
| Gesamte Stimmen     | Gesamte Stimmen                                 | 25,266,414  | 100,00      | 26,773,961   | 100,00       |

#### Die Ermordung von Heorhij Gongadse
Einige seiner politischen Gegner beschuldigten ihn, für die Ermordung des georgisch-ukrainischen Journalisten Heorhij Gongadse im Jahr 2000 verantwortlich gewesen zu sein, was Kutschma stets bestritt. Der Vorsitzende der Sozialistischen Partei der Ukraine Oleksandr Moros veröffentlichte im Jahr 2001 Tonaufnahmen, auf denen unter anderem ein Gespräch zwischen Kutschma, dem Parlamentsvorsitzenden Wolodymyr Lytwyn und Innenminister Jurij Krawtschenko über das Verschwinden Heorhij Gongadses zu hören sein soll. Die Authentizität dieser Aufnahme ist unbestätigt geblieben.
Mit der Veröffentlichung der Aufnahme, dem sogenannten Kassetten-Skandal, initiierte die Opposition die Aktion Ukraine ohne Kutschma (ukrainisch Ukrajina bes Kutschmy), die bei Massenprotesten den Rücktritt Kutschmas forderte. Mehrere Misstrauensabstimmungen gegen Kutschma in der Werchowna Rada scheiterten. Neben einer Verwicklung in den Mord an Gongadse wurden Kutschma auch deutliche Einschränkungen der Pressefreiheit vorgeworfen.

#### Aktion Ukraine ohne Kutschma
Durch den Kassettenskandal und die Ermordung von Gongadse entstand die Bewegung „Aktion ohne Kutschma“, welche zu Protesten aufrief. Der erste Protest war am 15. Dezember 2000 und wurde von mehreren Parteien und Verbänden unterstützt. Dazu gehörte auch die Partei Reformen und Ordnung, aber auch die UNA-UNSO. Die Demonstrierenden riefen zum Amtsrücktritt von Kutschma und zu einer ehrlichen und freien Ermittlung zum Fall Gondase, mit der Parole „Хочемо правди“ (Wir wollen die Wahrheit). Die Proteste gingen bis 2001. Der damalige Ministerpräsident Wiktor Juschtschenko legte sein Amt nieder und trat der Opposition gegen Kutschma bei.

#### Sibir Flug 1812
Am 4. Oktober 2001 wurde ein russischer Charterjet über dem Schwarzen Meer von der ukrainischen Marine abgeschossen. Russland äußerte einen Terrorverdacht und forderte die UNO auf, zu ermitteln. Die Kutschma-Regierung stritt zunächst jede Schuld ab, bis der Präsident die Schuld selber einsah.

#### Konflikt um die Insel Tusla
Der Konflikt entstand, als Russland versuchte, auf der ukrainischen Insel einen Staudamm zu errichten. Russland hatte zuvor mehrere Verträge unterschrieben, welche die Insel als Teil der Ukraine anerkannten. Die oftmals als prorussisch eingestufte Kutschma-Regierung reagierte damit, dass sie Grenztruppen zur Insel schickte. Bei späteren Gesprächen akzeptierte Kutschma eine für die Ukraine ungünstige Lösung, welche seinem Ansehen schadete. Obwohl die ukrainische Unabhängigkeit bestätigt wurde, war Kutschmas Ruf durch die Aktion beschädigt, da ihm Medienmanipulation im Inland vorgeworfen wurde.

#### Ende der Präsidentschaft
Seine Amtszeit als Präsident endete im Jahr 2004, eine dritte Amtsperiode war gesetzlich nicht möglich. Vor den Präsidentschaftswahlen 2004 unterstützte Kutschma zunächst den damals amtierenden Ministerpräsidenten Wiktor Janukowytsch, distanzierte sich aber von ihm angesichts der Massenproteste der Demokratiebewegung in der „Orangen Revolution“. Diese forderte eine Wiederholung der zugunsten Janukowytschs gefälschten Wahlen. Bei der Wiederholung der Stichwahl am 26. Dezember 2004 siegte Wiktor Juschtschenko. Kutschma rief vor dem Ende seiner Amtszeit die beiden Lager zur Versöhnung auf und gratulierte seinem Nachfolger.
Wenige Tage vor der Vereidigung des neuen Präsidenten Juschtschenko im Januar 2005 wurden Kutschma noch von der alten Regierung zahlreiche Ruhestands-Privilegien zugesprochen. Die neue Regierung erkannte dem Ex-Präsidenten einige dieser Privilegien wieder ab.
Im Jahr 2007 veröffentlichte Kutschma ein Buch über die Zeit nach der „Orangen Revolution“ mit dem Titel Nach dem Majdan. Aufzeichnungen des Präsidenten. 2005–2006. 2008 beklagte er öffentlich die aus seiner Sicht instabile politische Situation in der Ukraine, die noch auf lange Zeit erhalten bleiben würde. Er beneide Russland um dessen Stabilität unter Präsident Wladimir Putin.

## Leben nach der Politik
Kutschma blieb aktiv in der Politik, wurde aber danach in kein weiteres Amt gewählt. Er unterstützte Janukowytsch bei der Präsidentschaftswahl in 2010. Zwischen 2014 und 2020 war Kutschma sowohl Diplomat, Vertreter der ukrainischen Regierung in den Minsk II Abkommen und Berater des Präsidenten zur Friedenssicherung im Donbas.
Im März 2011 gab die Generalstaatsanwaltschaft in Kiew bekannt, gegen Kutschma wegen der Ermordung des Journalisten Gongadse im Jahr 2000 zu ermitteln. Dieser bestritt alle Vorwürfe. Am 14. Dezember 2011 wurde das Verfahren gegen ihn mit der Begründung eingestellt, es habe auf unzulässigen Indizien beruht.
Im Juni 2014 forderte Kutschma mit seinem Amtsvorgänger Leonid Krawtschuk und seinem Nachfolger Juschtschenko in einer gemeinsamen „Erklärung der drei Präsidenten“ den russischen Präsidenten Wladimir Putin auf, die „aggressive Außenpolitik“ gegenüber der Ukraine zu beenden. Auf Bitten des neuen Präsidenten Petro Poroschenko vertrat Kutschma die Ukraine in der trilateralen Kontaktgruppe, die im September 2014 in Minsk einen in der Folge allerdings von den Konfliktparteien nicht beachteten Waffenstillstand für das Kriegsgebiet Donbass aushandelte.
Anfang August 2022 konnte die BBC das erste (schriftliche) Interview mit Kutschma nach dem russischen Überfall auf die Ukraine führen. Das Angebot, ins Ausland evakuiert zu werden, hatte Kutschma abgelehnt. Er bedauerte, dass die Ukraine in all den Jahren der schleichenden russischen Aggression und eines hybriden Krieges keine Abschreckung aufbauen konnte, also eine Ausrüstung mit weitreichenden Waffen. Auch habe der Westen das Verlangen der Ukraine nach präventiven Sanktionen nicht erfüllt. Darum habe Putin bis zum Einmarsch seiner Truppen nicht an schmerzhafte Sanktionen des Westens geglaubt. Nach einem solchen kriminellen Vorgehen könne es auch nicht darum gehen, dass jemand „das Gesicht wahren“ könne. Dabei habe doch Putin nur zum Machterhalt einen Krieg angefangen, der Krieg sei die „Droge“, ein Anteil Größenwahn für den kleinen Mann. Nichts werde sich in Russland ändern, kein Antikriegsprotest erfolgen ohne einen Sieg der Ukraine.

„Putin wollte die Zerstörung des ukrainischen Staates und wird unsere zweite Geburt erhalten.“

„Ich denke, dass nach unserem Sieg, nach dem Sieg der Demokratie über den faschistischen Autoritarismus viele internationale Organisationen eine radikale Änderung des Formats (der UNO) fordern werden, weil das jetzige nicht funktioniert.“

Man dürfe nicht vergessen, dass ein Hauptziel des Kremls die Zerstörung der Einheit Europas und der Integrität der euro-atlantischen Gemeinschaft sei. Der Werkzeugkasten Putins umfasse „Propagandalügen und Manipulationen, Einschüchterung und Erpressung“. Ein Problem seien die bequemen Gesellschaften des Westens, welche von Russland erheblich korrumpiert worden seien.

## Publikationen
- Posle majdana. Zapiski prezidenta. 2005–2006. Dovira, Kiew 2007, ISBN 978-5-9691-0094-7.
- Svoïm šljachom: rozdumy pro ekonomični reformy v Ukraïni. In Jure, Kiew 2004, ISBN 966-313-198-5.
- Ukraina – ne Rossija. Vremja, Moskau 2003, ISBN 5-94117-075-0.
- Naciju zveličujut’ veliki cili i dila. Presa Ukraïny, Kiew 2000.
- ljudyna i prezydent – personality and president. Mystectvo, Kiew 1998.
- Ekonomičnyj i social’nyj rozvytok Ukraïny u 1995 roci: ščorična dopovid’ Prezidenta Ukraïny pro vnutrišnju ta zovnišnju polityku Ukraïny. Kiew 1996, ISBN 966-524-001-3.
- Ekonomična dopovid’ prezydenta Ukraïny: 1994 rik. Ukraïna, Kiew 1995, ISBN 5-319-01357-4.